# Теорія офіційної народності

Герб графа Уварова, девізом на якому стало ідеологічне кліше авторства самого графа — тріада «Православ'я, Самодержав'я, Народність»

Теорія офіційної народності (рос. Теория официальной народности) — прийняте в літературі позначення державної ідеології Російської імперії, створеної в період царювання Миколи I. Цю теорію, а точніше концепцію висунув та обґрунтував царський міністр граф С.Уваров. Стисло викладається тріадою «православ'я-самодержав'я-народність». «Тріада» не була оригінальним творінням Уварова, а лише компіляцією та перекладом з німецької. Уваров «запозичив» її у німецького історика професора Єнського університету Гайнріха Людена (1778—1847).

## Опис
Термін «офіційна народність» ввів до наукового обігу Олександр Пипін у межах критики урядової політики в галузі освіти та культури (журнал «Вестник Европы», 1872—1873).

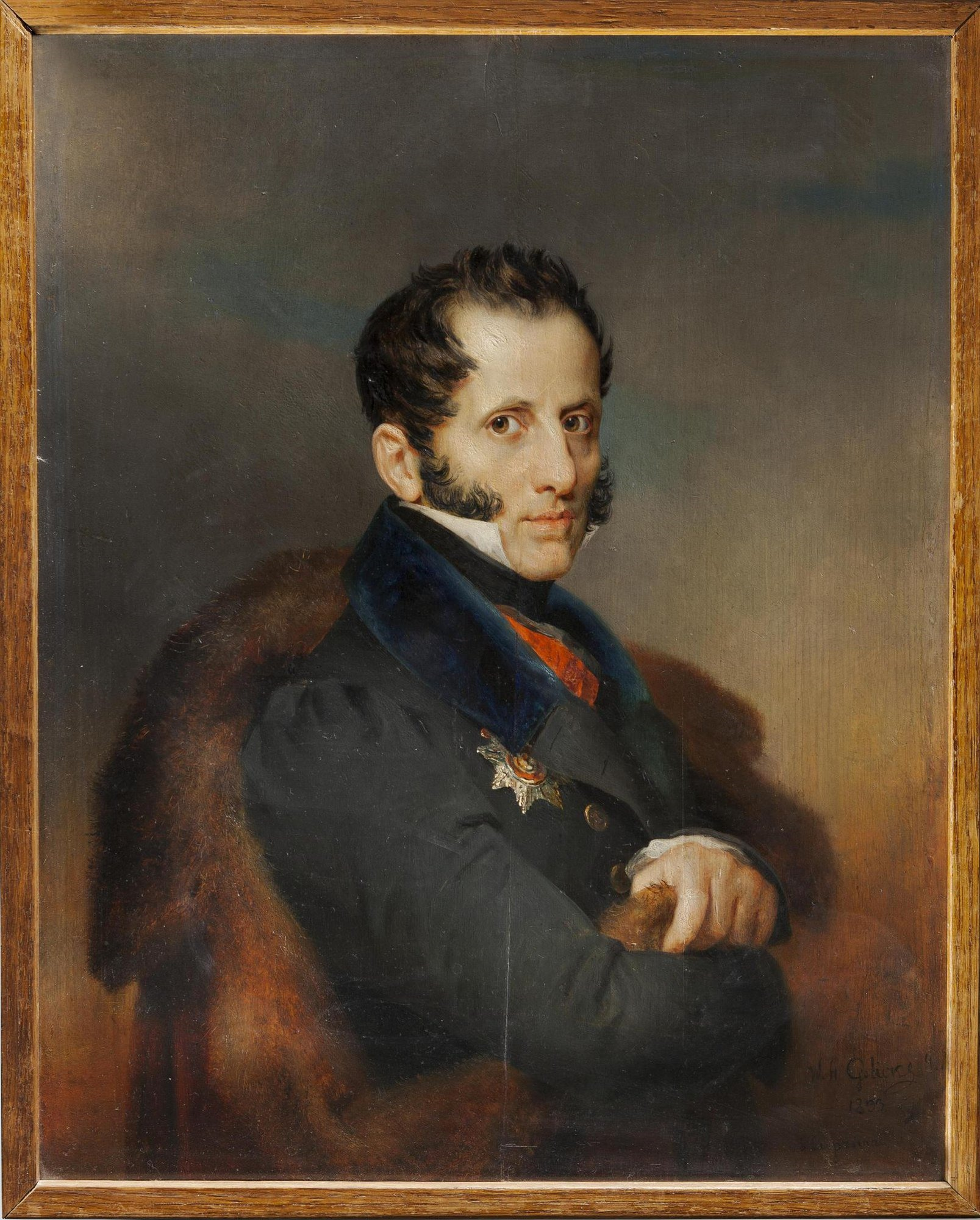
Граф Сергій Уваров, портрет 1833 р.

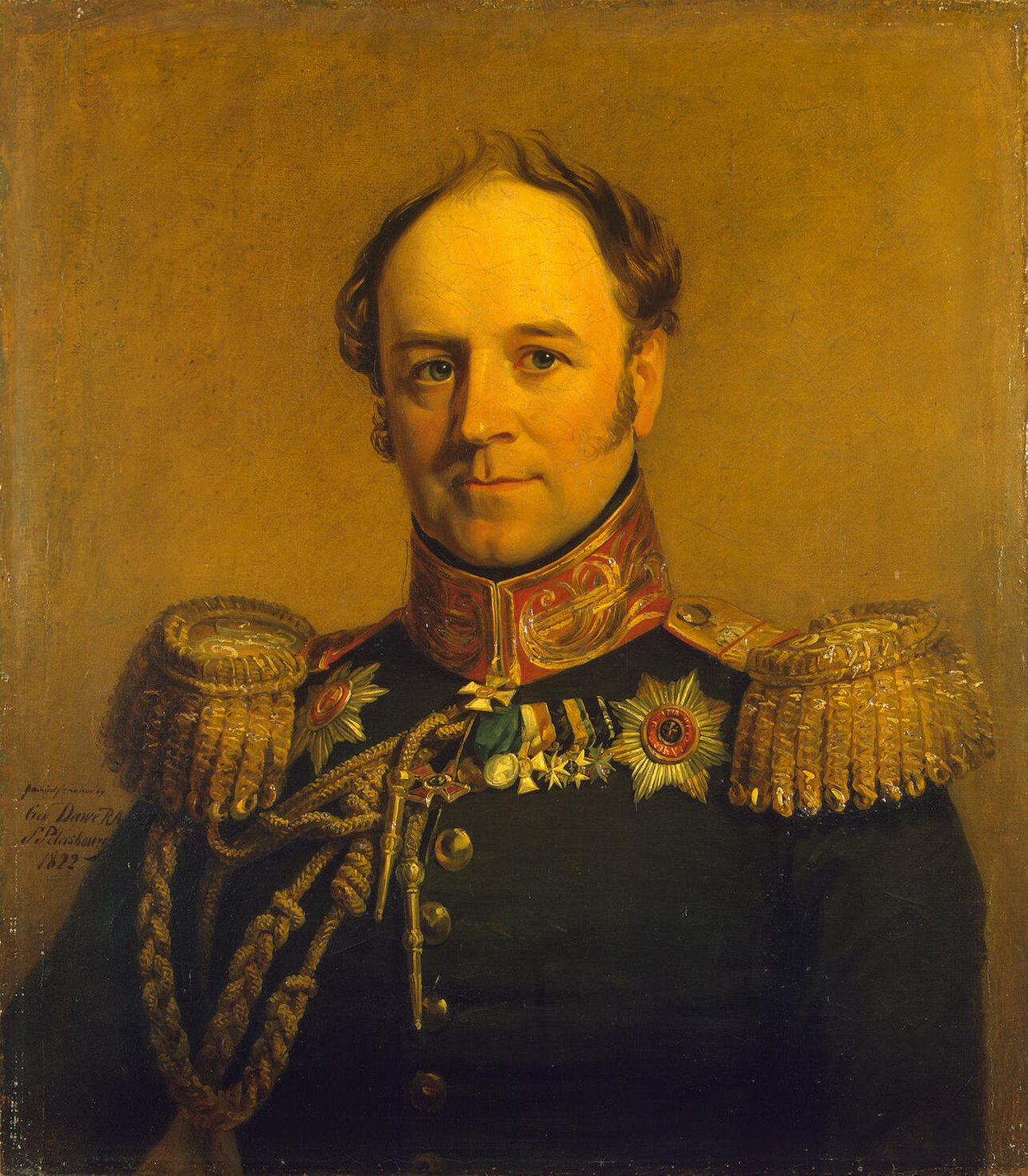
Олександр Бенкендорф, портрет 1822 р.

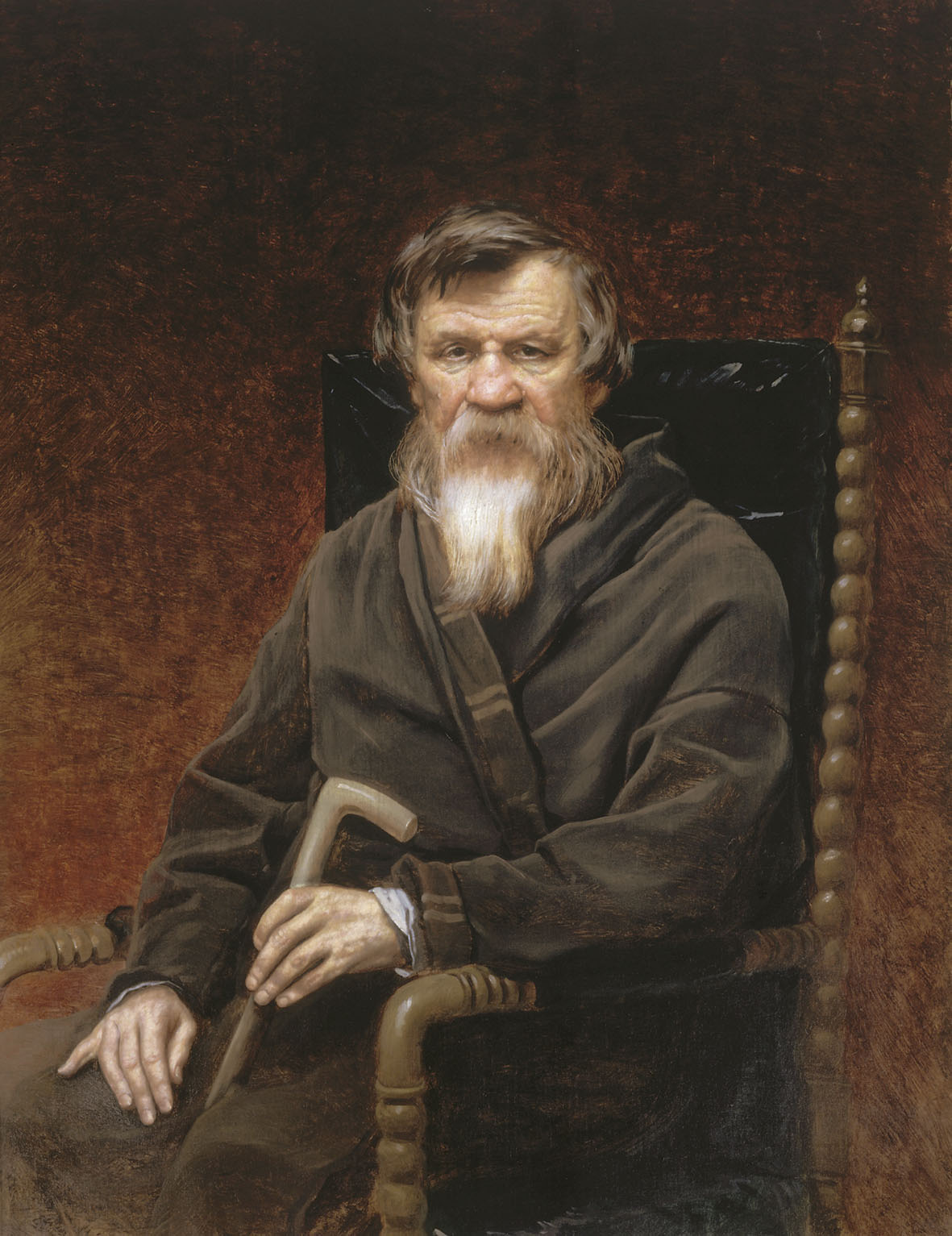
Михайло Погодін, портрет 1872 р.

Окремі елементи теорії офіційної народності містилися ще в записці Миколи Карамзіна «Про древню й нову Росію» (рос. О древней и новой России), де стверджувалося, що в кріпосній Росії, як у жодній «землі Європейській», «блаженствує народ, процвітає правосуддя, сяє благоустрій, серця задоволені, уми спокійні». Ті ж ідеї декларувалися в маніфестах Миколи I з нагоди його сходження на престол і страти декабристів, навіть у циркулярах Третього відділення.
Проте остаточно зібрав до купи і оформив ці ідеї граф Сергій Уваров. Саме він вважається офіційним автором теорії. В її основі лежали консервативні погляди на освіту, науку, літературу. Основні принципи були викладені Уваровим при вступі на посаду міністра народної освіти в його доповіді імператору «Про деякі загальні засадах, що можуть служити керівництвом при управлінні Міністерством Народної Освіти» (19 листопада 1833):

Заглиблюючись в розгляд предмета і вишукуючи ті начала, які складають власність Росії (а кожна земля, кожен народ має такої Палладіум), відкривається ясно, що таких начал, без яких Росія не може благоденствувати, посилюватися, жити — маємо ми три головних:

1) Православна Віра.

2) Самодержавство.

3) Народність.

Коротким девізом прихильників цієї теорії став вираз «Православ'я, Самодержавство, Народність» (рос. Православие, Самодержавие, Народность).. Ця фраза є перекладом-калькою з німецької. Сергій Уваров запозичив ці поняття у німецького історика Гайнріха Людена. Фраза-тріада виникла як антитеза девізу Великої французької революції Свобода, рівність, братерство (фр. Liberté, Égalité, Fraternité).
Михайло Погодін називав три основні тези концепції «стовпостіни» (рос. столпостены).
Відповідно до теорії Уварова, російський народ глибоко релігійний та відданий престолу, а православна віра і самодержавство становлять неодмінні умови існування Росії. Народність же розглядалася як необхідність дотримуватися власних традицій і відкидати іноземний вплив, як необхідність боротьби із західними ідеями свободи думки, свободи совісті, свободи особистості, індивідуалізму, раціоналізму, які православ'ям розглядалися як «вільнодумство» та «смутьянство».
З позицій теорії офіційної народності була складена й стала її серцевиною особлива концепція історичного розвитку Росії. Так керуючись цією теорією, начальник III відділення імператорської канцелярії Олександр Бенкендорф писав, що «Минуле Росії дивовижне, теперішнє більш ніж прекрасне, майбутнє вище за все, що може собі уявити найпалкіша уява».
Матеріали, що стосуються даної теорії, публікувала газета «Північна бджола» (рос. Северная пчела). Тріада Уварова була ідеологічним обґрунтуванням політики Миколи I початку 1830-х років, а надалі служила своєрідним прапором для консолідації політичних сил, які виступають за самобутній шлях історичного розвитку Росії як альтернативу загального розвитку людської цивілізації.
«Науково» ж розвинув та обґрунтував концепцію професійний історик Михайло Погодін.